# John Philips
Pour les articles homonymes, voir Philips (homonymie).
John Philips, né le 30 décembre 1676 à Bampton (Oxfordshire) et mort le 15 février 1709 à Henffordd, est un poète anglais.
Philips a montré une certaine habileté de composition poétique dans the Splendid Shilling (Londres, 1701 in-8°), poème burlesque dépeignant les misères d’un débiteur sans le sou pour acheter de quoi fumer, boire, se nourrir ou s’habiller ; la Bataille de Blenheim (1704), poème lyrique. Il a également produit le poème didactique du Cidre (1706), imité des Géorgiques de Virgile, et dont quelques passages décrivent avec précision la culture du pommier et la fabrication du cidre.
Ils ont été traduits en français par l’abbé Yart, dans l’Idée de la poésie anglaise.

## Source
- Gustave Vapereau, Dictionnaire universel des littératures, Paris, Hachette, 1876, p. 1287.